# 塔斯马尼亚荒野
塔斯马尼亚荒野（英語：The Tasmanian Wilderness）是澳大利亚塔斯马尼亚岛上的一处世界遗产。
塔斯马尼亚荒野是澳大利亚最大的保护区之一，其面积超过一万四千平方公里，约为整个塔斯马尼亚岛面积的五分之一。它是世界上最大的温带荒野之一，还具有世界上少有的温带雨林。塔斯马尼亚荒野是一个澳大利亚国家公园和自然保护区组成的网络。在荒野上的石灰岩洞穴中，发现了壁画，考古学家认为这是两万年前的人类活动痕迹。
1982年联合国教科文组织将联合申报的几座澳大利亚国家公园以“西塔斯马尼亚原野国家公园群”为名列入世界遗产之中，此地符合自然遗产准入标准中的四点和文化遗产准入标准中的三点，合計共七點，和中國泰山並列為符合准入标准最多的世界遗产。1989年又有面积达六千平方公里的荒野被认为符合标准，“西塔斯马尼亚荒野国家公园群”的面积得以扩展了78%，并改名为“塔斯马尼亚荒野”。

## 国家公园与保护区
以下是塔斯马尼亚荒野上的澳大利亚国家公园和保护区：
- 摇篮山-圣克莱尔湖国家公园
- 富兰克林-高尔丹荒野河流国家公园
- 哈兹山脉国家公园
- 摩尔溪流喀斯特国家公园
- 西南国家公园
- 耶路撒冷之墙国家公园
- 中央平台保护区
- 恶魔峡谷国家保护区
- 东南羊鸟岛